# بخش آلمانی رادیو ایران
رادیو آلمانی زبان ایران که با هدف آگاهی مخاطب آلمانی از اخبار و رویدادهای ایران تأسیس شده‌است کار خود را از سال ۱۳۴۶ با ۱۵ دقیقه برنامه آغاز کرد. این رادیو اکنون روزانه ۱ ساعت برنامه در بخش شامگاهی پخش می‌کند که از طریق ماهواره و موج کوتاه در آلمان قابل دریافت است. برنامه‌های این رادیو همچنین از طریق موج اف ام در تهران نیز شنیده می‌شود. این رادیو همچنین دارای وبسایت به زبان آلمانی است.
مهران مهبد از تهیه‌کنندگان قدیمی این رادیو است.